# Tour à plomb

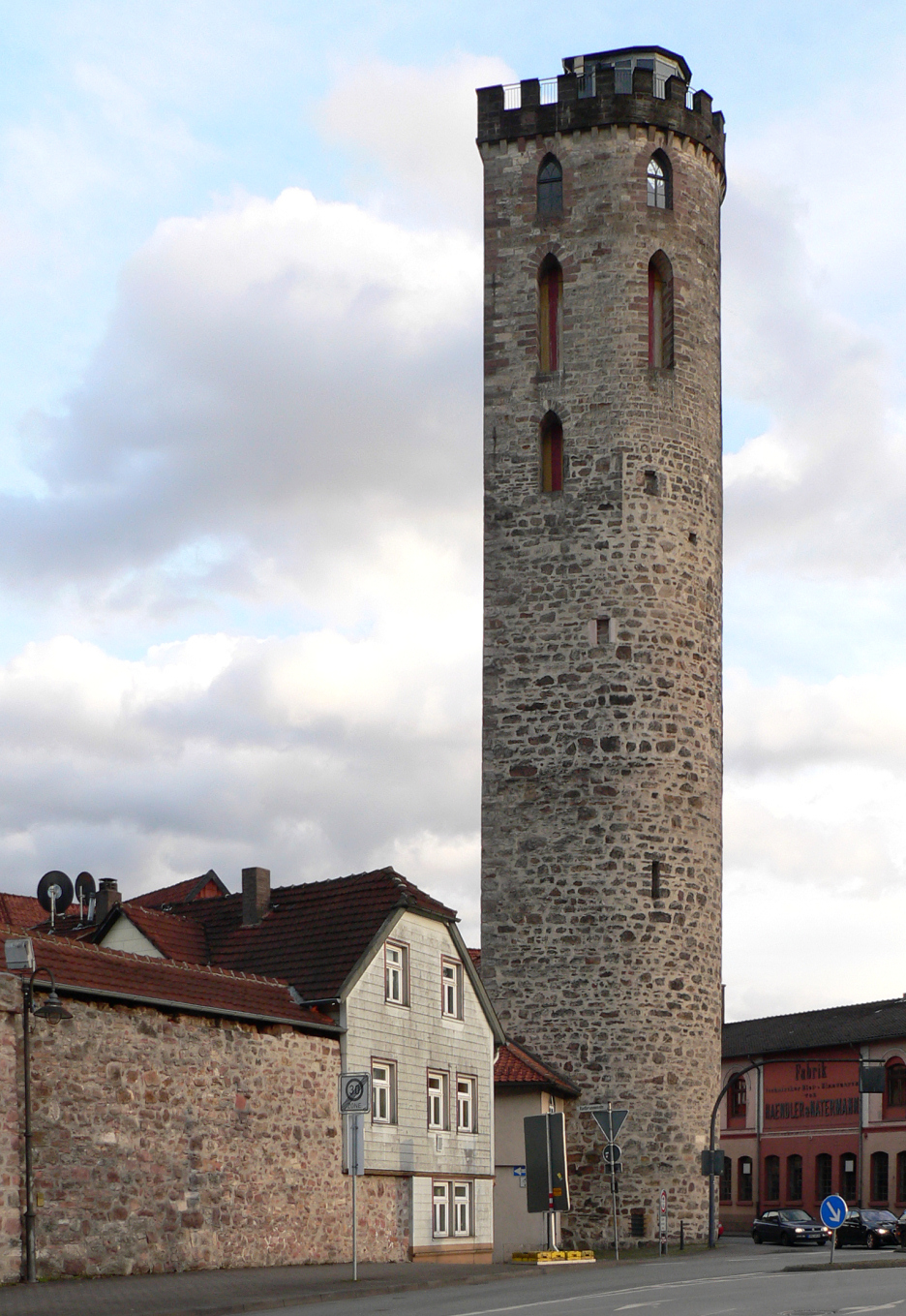
Fährenpfortenturm, Hann. Münden, Allemagne.

Une tour à plomb est un bâtiment en forme de tour, spécialement conçu, sur le principe de la tour d'impesanteur pour la production industrielle de la grenaille de plomb destinée à remplir les munitions (cartouches) de chasse ou de ball-trap. 
À la fin du XXe siècle différents procédés alternatifs seront développés, utilisant de l'huile plutôt que de l'eau, et nécessitant moins de hauteur, entraînant la démolition de la plupart des tours à plomb.

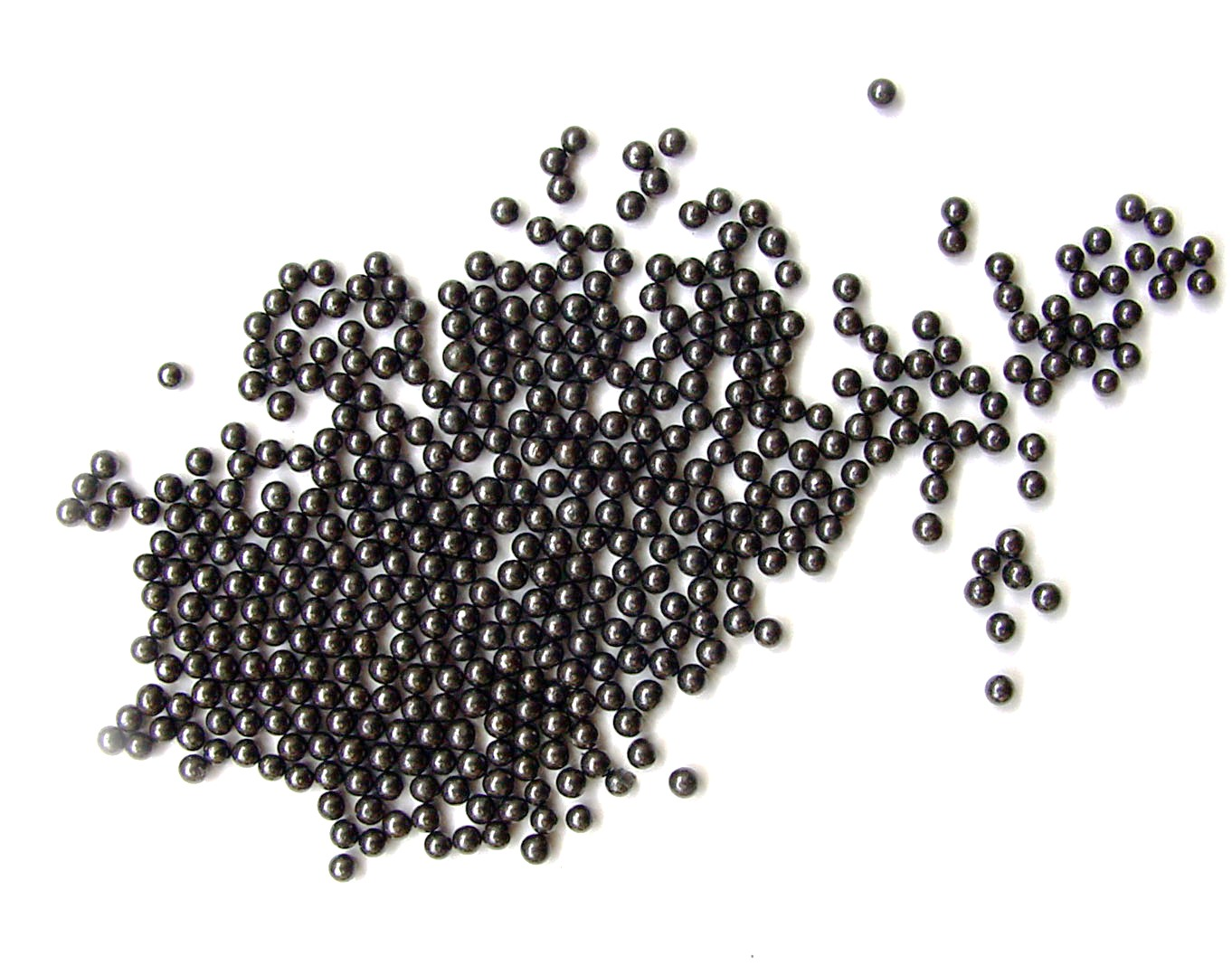
Grenaille de plomb de chasse (contenu d'une cartouche).
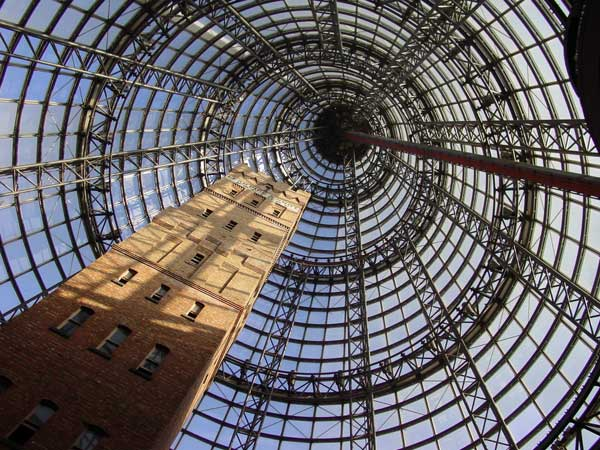
Tour à plomb du Central-shot-tower à Melbourne, recouvert d'un dôme conique vitré.
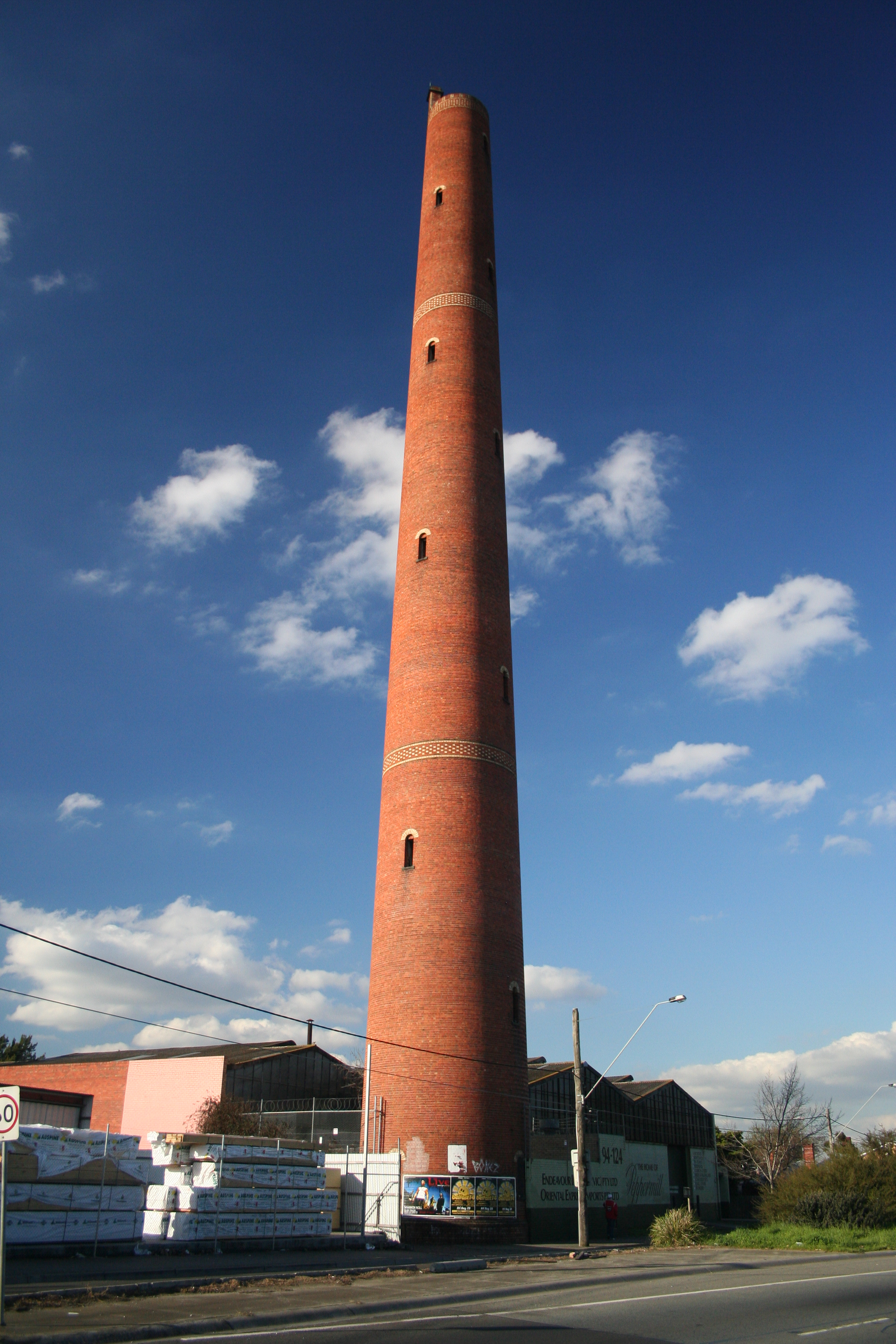
Clifton Hill Shot Tower (en), la plus grande tour à plomb du monde (80 m) à Melbourne en Australie.

## Procédé de fabrication de la grenaille

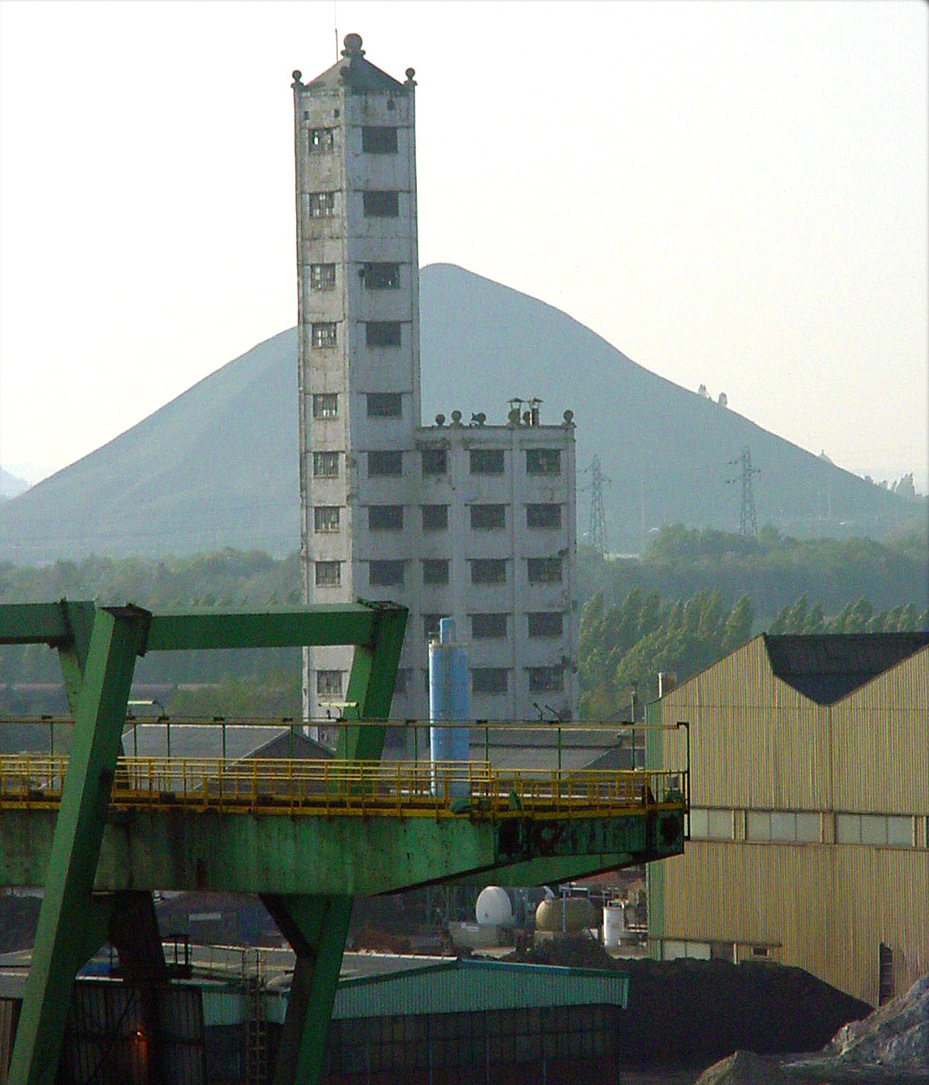
Tour à plomb de l'usine Métaleurop-Nord (démolie en 2006) où ont été fabriquées des dizaines de milliards de billes de grenaille de plomb de chasse.

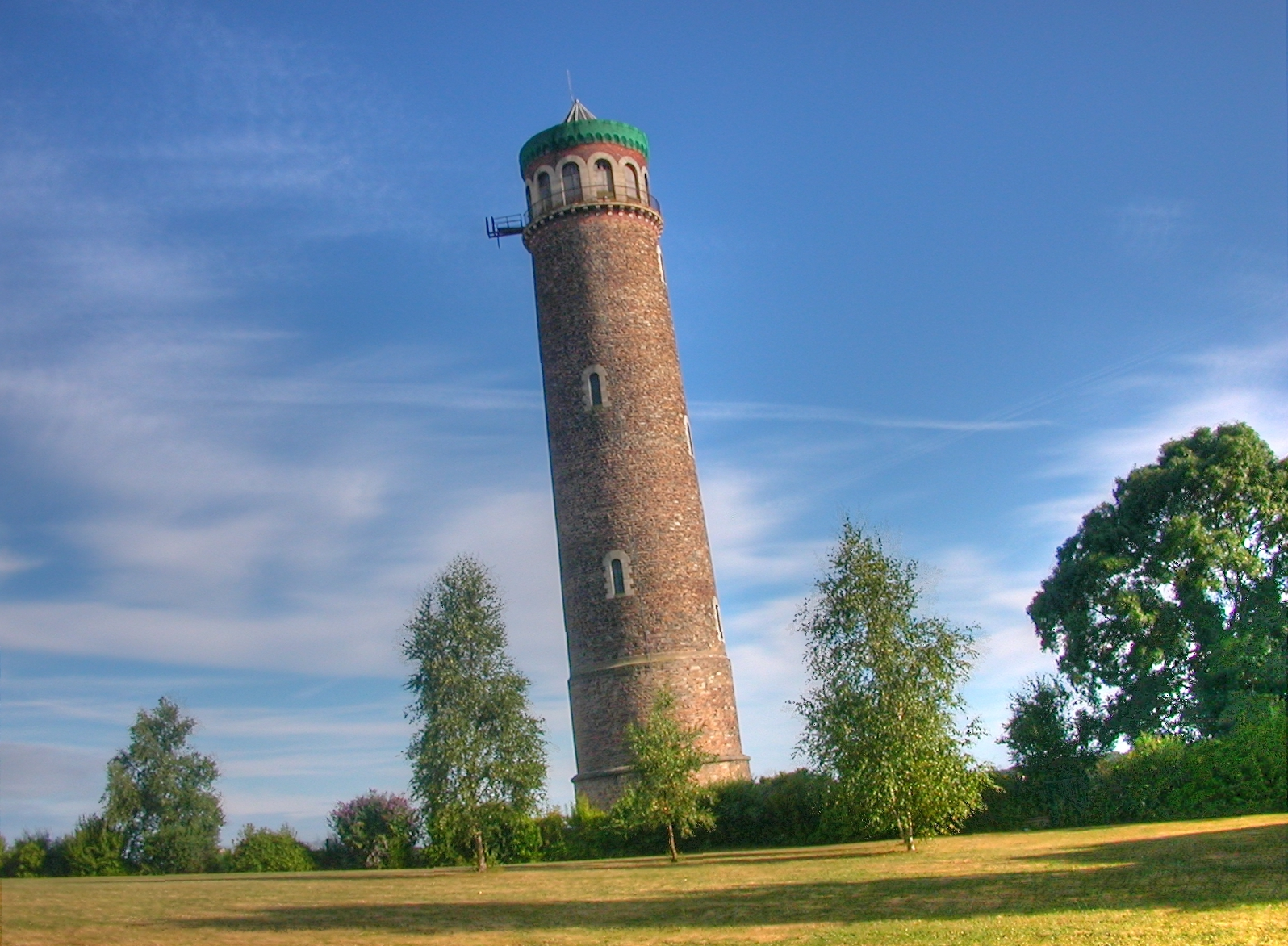
Tour à plomb de Couëron.

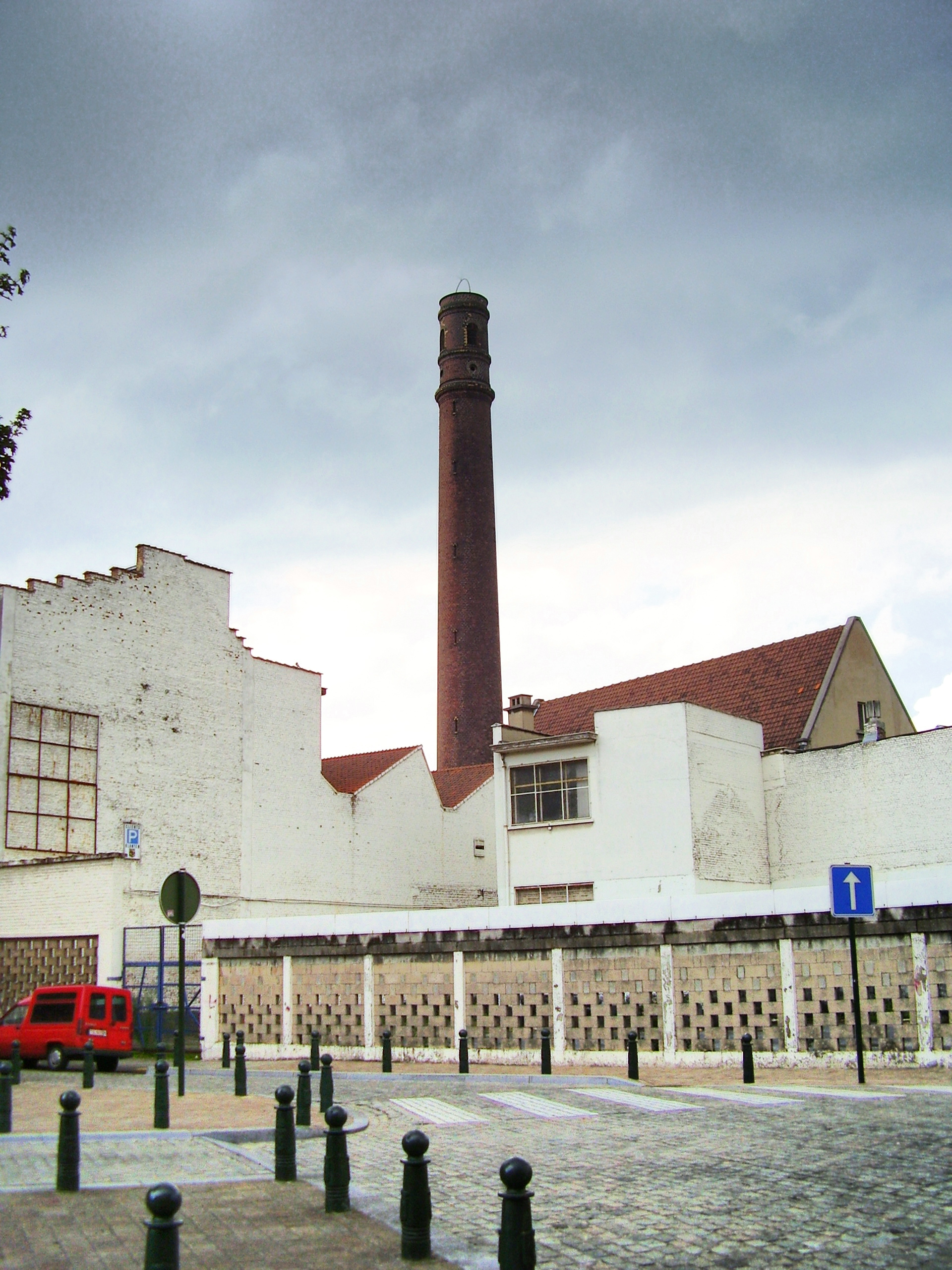
Tour à plomb de Bruxelles.

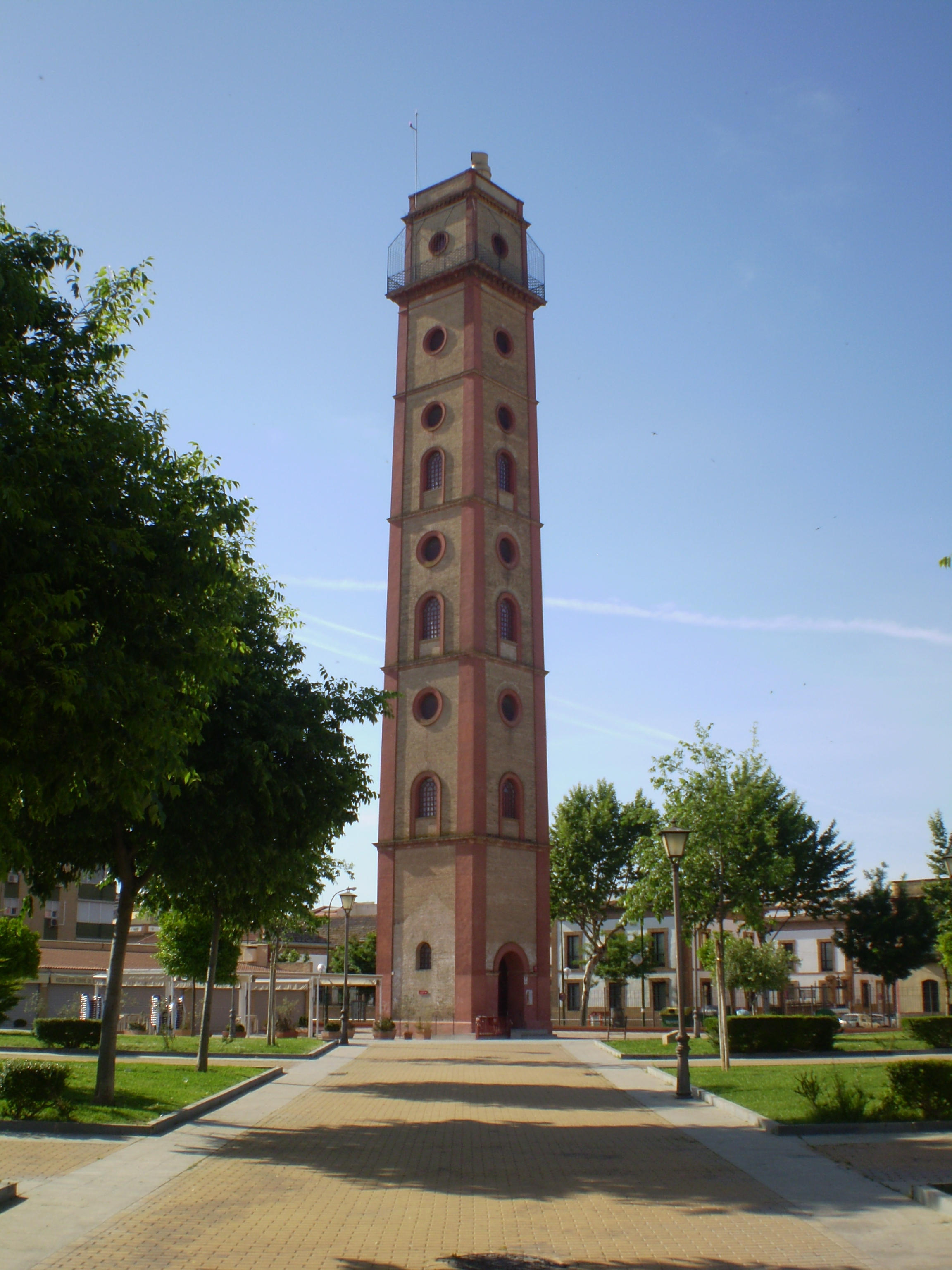
Tour à plomb de Séville.

Le plomb était monté au sommet de la tour sous forme de lingots, puis fondu sur place dans un petit four (mélangé, pour le durcir, à une certaine quantité d'arsenic et d'antimoine ; 8 % environ en général). On le faisait s'écouler du haut de la tour à travers une grille calibrée, ce qui permettait d'obtenir de fines gouttelettes de plomb qui s'arrondissaient et pré-durcissaient durant leur chute. Elle terminaient leur course dans un bassin d'eau de refroidissement.
Selon Georges Martineau (l'un des derniers fondeurs de plomb de chasse en France),, les ouvriers entamaient leur journée à 4 h 30 du matin, en allumant un grand feu sous une cuve métallique pouvant contenir une tonne de plomb. Ce plomb était monté jusqu'au sommet de la tour sous forme de lingots ou « saumons »  (à Angers, il s'agissait de saumons de 50 kg provenant de la Société minière métallurgique Penarroya), mais des déchets de plomb (tuyauteries récupérées) étaient parfois ajoutés.
À Modèle:Tp environ, le plomb fondait (en produisant des vapeurs nocives, dispersées par l'aération de la tour) surmonté d'une « peau » flottante d'oxydes.
G. Martineau précise que le plomb liquide virait au blanc, puis au bleu. On pouvait alors y ajouter l'antimoine puis l’arsenic (en poudre) qui le durciront. Le plomb était alors versé à la louche sur des tamis (passoires) correspondant au diamètre de grain souhaité (douze tailles de grains possibles à Angers où six tonnes de grenaille étaient ainsi produites par jour). 
Des fenêtres et le fort courant d'air ascendant favorisé par la convection permettaient l'évacuation de la chaleur et l'aération de l'air vicié contenant les vapeurs nocives de plomb.
En bas, des employées (à la main au début, puis à l'aide de machines), triaient ensuite les billes de plomb (parfois sur un miroir pour mieux distinguer d'éventuelles imperfections), les malaxaient avec du graphite dans un tonneau pour les noircir, limiter leur vitesse d'oxydation (ou le risque que les billes en vieillissant s'agglomèrent entre elles dans la cartouche). En outre le graphite joue le rôle de lubrifiant dans le canon du fusil.
La grenaille de plomb était ensuite mise en colis pour être utilisée à l'encartouchage chez un fabricant de cartouche ou un armurier, ou directement vendue à des chasseurs (autrefois, l'on fabriquait souvent ses cartouches soi-même).
Les tours à plomb industrielles sont toujours hautes de plusieurs dizaines de mètres, de section ronde ou carrée.

## Exemples de tours à plomb

### En Europe

#### Allemagne
- La Schrotkugelturm, ancienne tour à plomb à Berlin.
- La Fährenpfortenturm (Tour de la porte du bac) à Hann. Münden, avec musée
- la tour de Drochtersen.

#### Belgique
- La tour à plomb de Bruxelles [3], édifiée en 1898 sur le site d’une fabrique de plombs elle-même installée en  1832 à l’emplacement d’une ancienne poudrière, et utilisée jusqu’en 1962. Dernier exemplaire de tour à plomb en Belgique, elle est composée d’un fût de briques mécaniques de 46 mètres de hauteur  (diamètre  : 4,7 mètres à la base, 3,1 mètres au sommet) et surmontée d’une lanterne et d’un dôme sur lequel était placée une girouette. Ce monument a été classé en 1984[4].

#### Espagne
- La tour à plomb de Séville (45 mètres) construite en 1890, faisait partie de la fabrique San Francisco de Paula, détruite après l'arrêt des activités de l'usine dans les années 1950, et dont elle est l'unique vestige. Restaurée en 2007, elle est utilisée depuis comme mirador et pour démontrer le principe de la chambre noire.

#### France
- La tour à plomb de Couëron près de Nantes, 69 m de haut, utilisée comme amer le long de la Loire. Elle fut construite au XIXe siècle (terminée en juillet 1878), en pierre et de section circulaire, par la Société des fonderies et laminoirs de Couëron. Elle est classée monument historique[5]  (Nantes, France).
- La tour à plomb de Boucoiron[6] (Gard, France).
- La tour à plomb de Pennaroya, devenu Métaleurop-Nord, construite en 1924 à Courcelles-les-Lens (en béton et structure métallique, selon un procédé constructif américain), démolie le 14 mars 2006[7] après la mise en faillite de l'usine par Glencore).
- Les quatre tours à plomb d'Angers[8] (Tour du Bout-du-Monde, qui n'a fonctionné que deux ans (1842-1844), tour de Roche-de-Mûrs (ou Roche-Erigné), construite vers 1900 en bord de falaise (61 m de haut), sur les bords du Louet (Loire), dont les grenailles étaient vendues sous la marque Perfecta [9]), Tour Saint-Aubin, et Tour Laumonier) d'Angers ;
La Tour Saint-Aubin a été classée monument historique en 1862. Haute de 54 m, elle a été aménagée pour Jean Cholet, fabricant du « plomb de chasse de la tour Saint-Aubin » qui utilisait alors du plomb importé d'Espagne et d'Amérique.
Le tri des plombs se faisait avec des machines électriques, de même que l'élévation du plomb,  assurée par un ascenseur électrique, mentionné par le Congrès pour l'avancement des sciences[2]. 
Le dernier propriétaire, Alphonse-Louis Laumonier, dit Louis (1857-1930) a été exproprié par la ville en février 1905, peu après avoir fait construire une nouvelle tour (dessinée par l'architecte A. Maillard) sur le site d'une ancienne manufacture d'allumettes (5, rue des Fours-à-Chaux). Cette nouvelle tour, dite Tour Laumonier sera finie (pour le gros œuvre) en décembre 1904[2]. Elle est située près de l'eau et à l'époque près d'une minoterie industrielle (Les Grands moulins d'Angers) elle fonctionnera jusqu'en 1972. Après plusieurs projets de classement, elle a été démolie le 24 juillet 1984[2].
- La tour Saint-Jacques de Paris, vestige d'une église gothique détruite à la Révolution, est rachetée en 1824 pour y installer une fonderie de plombs de chasse. Elle servit de tour à plomb durant quelques années. La tour Saint-André à Rouen connut le même sort et le même usage.
- Un système de tour à plomb est installé en 1965 dans l'ancien chevalement de la fosse no 5 des mines de Meurchin[10].

### Royaume-Uni
- la Cheese Lane Shot Tower de Bristol, maintenant intégrée dans un complexe de bureaux dit « Vertigo ». Cette tour renforcée de béton armé a remplacé une tour antérieure. Elle a été construite à Redcliffe par William Watts[11] ;
- la tour à plomb de Chester, Boughton dans le Sheshire, circulaire, en brique, construite en 1799, la plus ancienne des tours à plomb encore existantes au Royaume-Uni[12].
- la tour de Crane Park Shot Tower, à Twickenham.

### Ailleurs dans le monde

#### Australie
- la tour à plomb du Clifton Hill Shot Tower (en) à Melbourne.
- la Coop's Shot Tower (en) à Melbourne.
- la Shot Tower de Taroona (en) à Hobart.

#### États-Unis
- la tour à plomb Helena de Tower Hill State Park (Helena Shot Tower) à Spring Green (Wisconsin)[13], construite en 1831, qui fait maintenant partie d'un State Park.
- la Dubuque Shot Tower, à Dubuque (Iowa).
- la tour à plomb de New Vienna (New Vienna Shot Tower), Iowa.
- la tour à plomb de Jackson Ferry (Jackson Ferry Shot Tower) dans le Wythe County (Virginie), construite dans les années 1790, aujourd'hui intégrée à un "state park" et ouverte au public en saison touristique.
- la Peters Shot Tower de la Peters Cartridge Company, Kings Mills (Ohio).
- la tour à plomb de Rossie (Rossie Shot Tower) à Rossie (New York).
- la Phoenix Shot Tower de Baltimore (Maryland).
- la tour à plomb de Max Meadows (Virginie).
- la tour à plomb de  Spring Green (Wisconsin).
- la tour à plomb de Remington  (Bridgeport, (Connecticut).
- la Sparks Shot Tower, Philadelphie (Pennsylvanie, construite en 1808.
- la Winchester Shot Tower ((New Haven, Connecticut.

#### Nouvelle-Zélande
- la CAC Shot Tower de Mount Eden (Auckland)[14].

## Santé environnementale
Le plomb, l'arsenic et l'antimoine sont trois produits toxiques et non dégradables.[réf. nécessaire]
Les activités pratiquées dans les tours à plomb peuvent avoir laissé des séquelles environnementales importantes, à prendre en compte lors de la démolition ou de la réhabilitation de tours ou des friches industrielles adjacentes. La fonte de plombs de munitions dans ces tours a été une source probable de saturnisme chez certains ouvriers, et de pollution générale de l'environnement.[réf. nécessaire]